# Разносная торговля

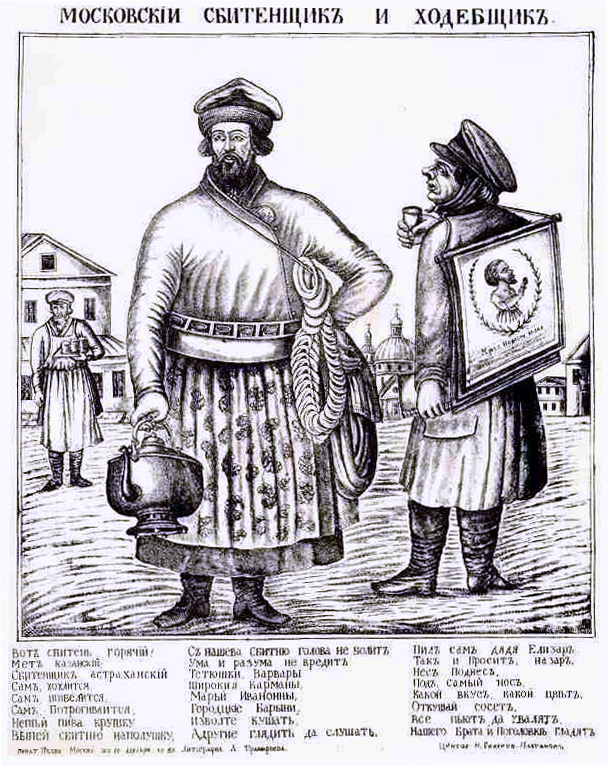
Московский разносчик сбитня и ходебщик

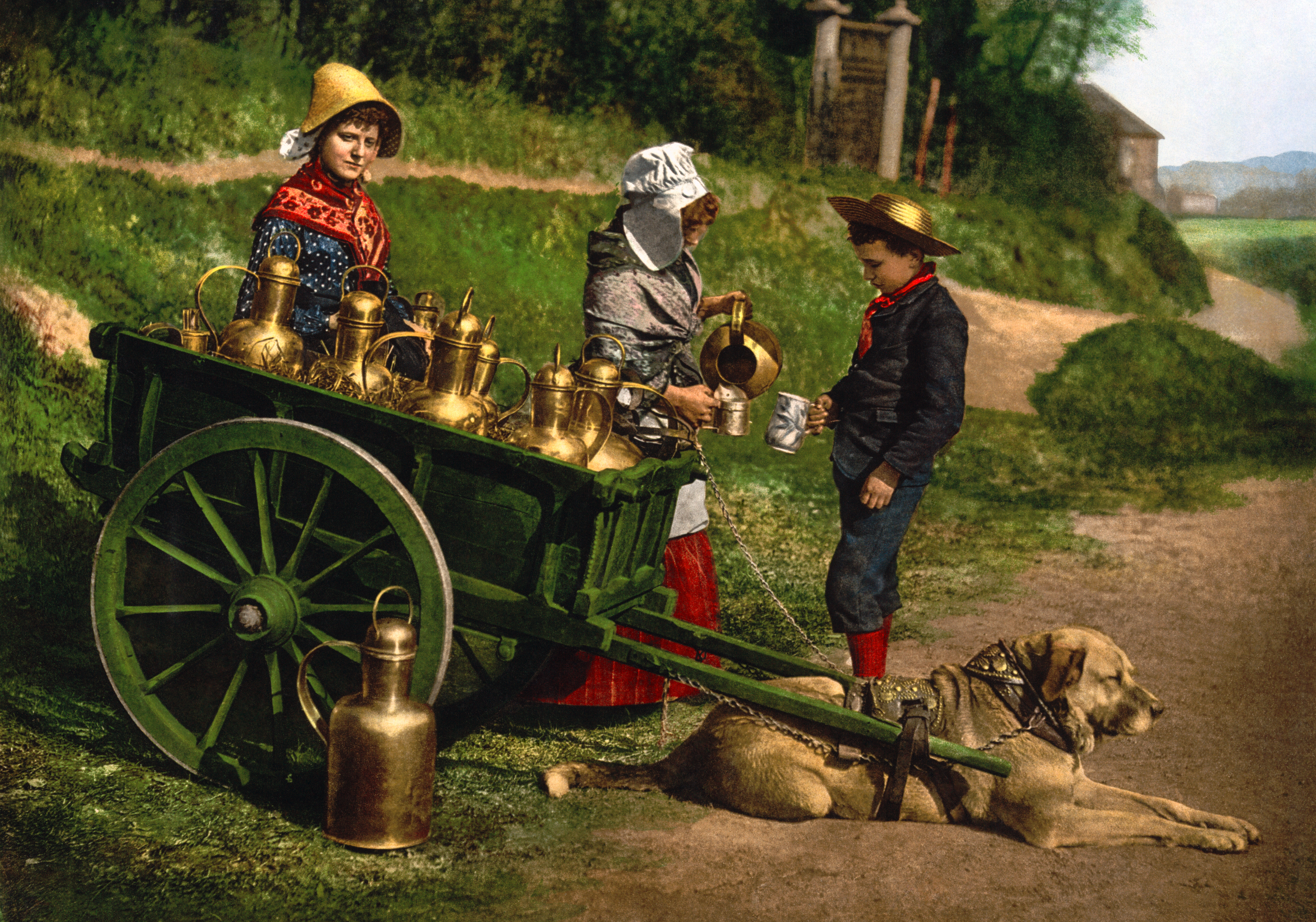
Торговля вразнос молоком в Бельгии, около 1890—1900.

Разносная (нестационарная) торговля — осуществляемая вне торговых объектов бродячими торговцами путём непосредственного контакта продавца с покупателем в организациях, на транспорте, на дому или на улице.
Один из распространённых в истории видов розничной торговли, который продолжает использоваться в настоящее время. К данному виду торговли относится торговля с рук, лотка, из корзин и ручных тележек (см. варяг, офеня, коробейник (лоточник), разносчик, коммивояжер, книгоноша).

## История

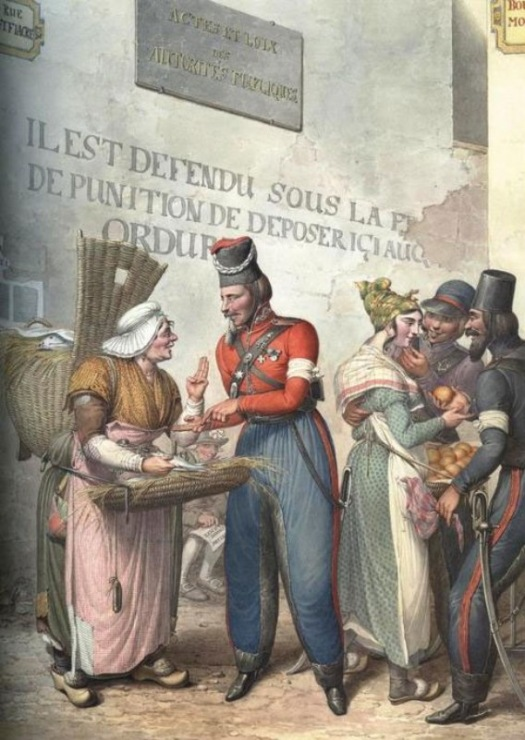
«Казаки и торговки рыбой и яблоками. Париж, 1813 год»
Георг Опиц, 1814, после Битвы за Париж

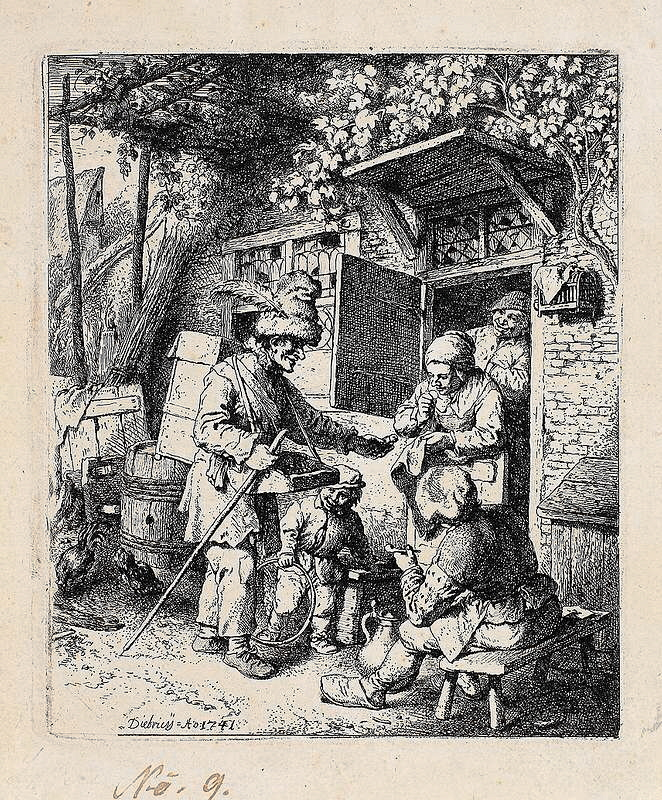
Торговец галантереей в Германии
Кристиан Вильгельм Эрнст Дитрих Офорт, 1741

В истории экономики разных государств и стран разносной торговлей первоначально занимались цыгане, странники и ениши, предлагая различные товары и услуги, попутно давая представления, занимаясь целительством и предсказаниями. С развитием производства и необходимостью расширения каналов сбыта в разносную торговлю были вовлечены другие слои населения, разносные и развозные торговцы стали играть важную роль в снабжении удалённых населённых пунктов различными товарами, также их другой полезной функцией была передача новостей. После появления и расширения специализированных торговых точек, модернизации транспорта, почты, изобретения устройств охлаждения и других технологий значение разносной торговли сильно понизилось.
В феодально-крепостнической России разносной торговлей занимались купцы второй и третьей гильдии, и позже торгующие крестьяне, развозя и разнося товары по деревням и сёлам: варяг, офеня и коробейник. Бродячие купцы ездили по уездам, продавая там товары городского производства и скупая сельскохозяйственные продукты. В городах разносили товары по домам.

## Современные виды нестационарной торговли
Одним из примеров современных нестационарных торговых объектов являются лотки с мороженым и прохладительными напитками, находящиеся в парках и других местах общественного отдыха.
Также — мобильные кофейни. Наилучшими местами для продажи кофе «с колес» являются выходы из метро, остановки с длительным периодом ожидания транспорта, парки и набережные. Оригинальный вариант — места частых дорожных пробок в крупных городах.
Система кросс-докинга — продажа с фур (без использования складских помещений) — распространена возле торговых центров и крупных супермаркетов. Так продаются как с/х продукты (например, фермер может на несколько суток арендовать место для фургона и продавать свою продукцию «с колес»; в этом случае товар реализуется в течение нескольких дней), так и различные закуски и напитки.